# Rubus edeesii
Rubus edeesii är en rosväxtart som beskrevs av Heinrich E. Weber och A.L. Bull. Rubus edeesii ingår i släktet rubusar, och familjen rosväxter. Inga underarter finns listade i Catalogue of Life.